# Memoriał Stanisława Szozdy 2017
4. edycja wyścigu kolarskiego Memoriał Stanisława Szozdy odbyła się w dniu 10 września 2017 roku i liczył 48 km. Start i meta wyścigu miały miejsce na Rynku w Prudniku. Był organizowany przez gminę Prudnik oraz Ośrodek Sportu i Rekreacji w Prudniku.
W rywalizacji mężczyzn pierwszy na metę przyjechał Paweł Bernas, drugi Jacek Morajko, a trzeci Andrzej Bartkiewicz. W rywalizacji kobiet pierwsze miejsce zajęła Karolina Karasiewicz, druga Edyta Jasińska, a trzecia Justyna Kaczkowska.